# Première présidence de Grover Cleveland
22e président des États-Unis
Présidence de Chester A. Arthur Présidence de Benjamin Harrison
La première présidence de Grover Cleveland débuta le 4 mars 1885, date de l'investiture de Grover Cleveland en tant que 22e président des États-Unis, et prit fin le 4 mars 1889. Premier démocrate élu après la guerre de Sécession, Cleveland est le premier président américain à avoir effectué deux mandats non consécutifs. Il est donc à la fois le 22e et le 24e président. Vainqueur de l'élection présidentielle de 1884 face à James G. Blaine, il fut battu à celle de 1888 par Benjamin Harrison avant de prendre sa revanche sur ce dernier en 1892. 
Élu en 1884 grâce au soutien d'un groupe de républicains à tendance réformiste connu sous le nom de mugwumps, Cleveland augmenta le nombre de postes gouvernementaux concernés par le Pendleton Civil Service Reform Act. Il mit également son veto à plusieurs projets de loi visant à fournir des pensions et des avantages divers aux régions et aux individus. Face aux pratiques anticoncurrentielles des compagnies de chemin de fer, Cleveland ratifia l’Interstate Commerce Act qui donna naissance à la première agence fédérale indépendante. Au cours de son premier mandat, le président recommanda sans succès l'abrogation de la loi Bland-Allison et l'abaissement du tarif douanier. La crise des Samoa fut le principal événement de politique étrangère du premier mandat de Cleveland et se termina par la mise en place d'un protectorat tripartite sur les îles Samoa. 
L'héritage de Cleveland divise les historiens et les biographes les plus récents, même si ceux-ci soulignent généralement son rôle dans la restauration du pouvoir de la présidence. Dans les classements effectués par les historiens et les politologues, Cleveland est le plus souvent considéré comme un président moyen.

## Élection présidentielle de 1884

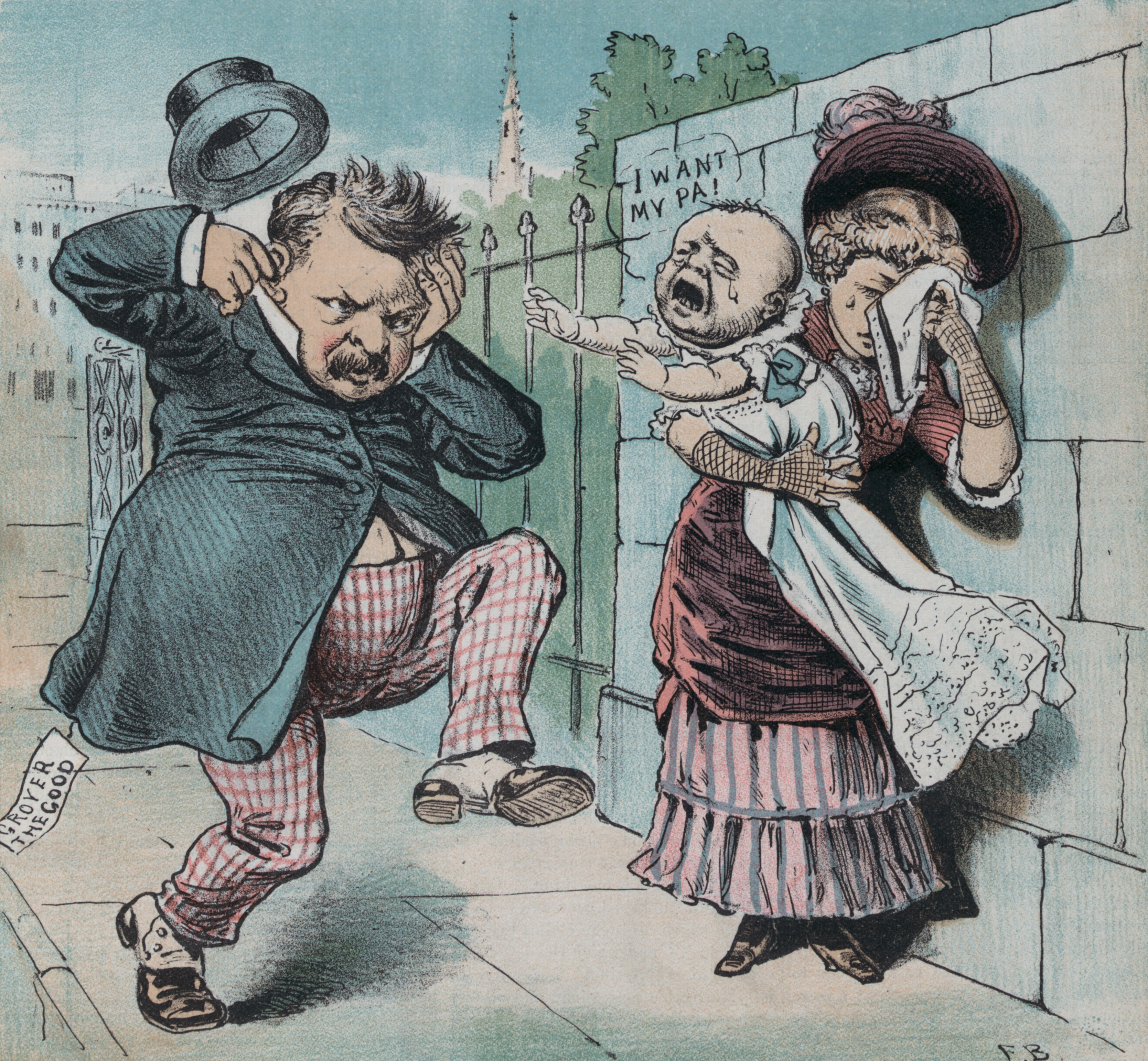
Caricature anti-Cleveland concernant sa possible paternité. Dessin de Frank Beard pour le journal The Judge du 27 septembre 1884.

Cleveland s'était fait connaître comme un défenseur de la réforme de la fonction publique et son élection au poste de gouverneur de New York en 1882 renforça l'idée qu'il serait candidat à l'élection présidentielle de 1884. Parmi les démocrates, Samuel J. Tilden était initialement le favori, car il avait été le candidat du parti lors de l'élection contestée de 1876. Tilden était cependant en mauvaise santé et lorsqu'il refusa d'être candidat, ses partisans se tournèrent vers les autres candidats. Cleveland était parmi les candidats en vue, mais Thomas F. Bayard du Delaware, Allen G. Thurman de l'Ohio, Samuel F. Miller de l'Iowa et Benjamin F. Butler du Massachusetts et de nombreux favoris locaux pouvaient également l'emporter. Chacun de ces candidats avait cependant un handicap ; Bayard avait fait campagne pour la sécession en 1861, ce qui le rendait inacceptable pour les nordistes ; de même Butler était très impopulaire dans tout le Sud du fait de ses actions lors de la guerre civile ; Thurman était généralement bien apprécié, mais il était âgé et malade et ses vues sur la question monétaire étaient inconnues. Cleveland avait également ses détracteurs, comme Tammany Hall, mais leur nature le rendit d'autant plus sympathique. Cleveland arriva finalement en tête au premier tour avec 392 voix sur 829. Au second tour, Tammany Hall apporta son soutien à Butler, mais la plupart des délégués se rassemblèrent derrière Cleveland et ce dernier fut choisi. Thomas A. Hendricks de l'Indiana fut nommé pour briguer la vice-présidence. De leur côté, la convention nationale républicaine désigna l'ancien président de la Chambre des représentants James G. Blaine du Maine comme candidat. Cette nomination déçut de nombreux républicains qui voyaient Blaine comme ambitieux et immoral.

Résultats de l'élection présidentielle américaine de 1884.

La corruption de la vie politique fut la question centrale de l'élection de 1884 et la réputation d'honnêteté de Cleveland représenta l'atout le plus décisif des démocrates. Les républicains réformateurs, appelés mugwumps, dénoncèrent la corruption de Blaine et se tournèrent vers Cleveland. Les mugwumps, dont faisait partie Carl Schurz et Henry Ward Beecher, étaient plus concernés par des idéaux que par des questions partisanes et espéraient que Cleveland approuverait leur croisade pour des réformes administratives et l'efficacité gouvernementale. Alors que les démocrates gagnaient le soutien des mugwumps, ils perdirent celui du Greenback Party, mené par l'ancien démocrate Benjamin Butler. D'une façon générale, Cleveland minimisa ses déplacements et ses prises de parole alors que Blaine fut l'un des premiers à rompre avec cette tradition. Le candidat républicain fit campagne sur l'instauration d'un tarif protectionniste, l'augmentation du commerce international et la mise en place d'une politique de travaux publics, alors que le camp démocrate attaqua surtout Blaine sur des questions d'éthique. 
Le jour de l'élection, Cleveland triompha dans le Solid South tandis que Blaine arriva en tête dans la plupart des États de la Nouvelle-Angleterre et du Midwest, mais les résultats furent beaucoup plus serrés dans le New York, le New Jersey, l'Indiana et le Connecticut. En définitive, Cleveland remporta de justesse les quatre États décisifs, dont New York avec 1 200 voix d'avance. Concernant le vote populaire, Cleveland ne disposait que d'un quart de point d'avance sur son adversaire, mais il remporta 219 voix de grands électeurs contre 182 pour Blaine.

## Composition du gouvernement
Cleveland eut la lourde tâche de constituer le premier cabinet démocrate depuis les années 1850, mesure d'autant plus difficile qu'aucune des personnes nommées au cabinet n'avait servi dans les précédentes administrations. Le sénateur Thomas F. Bayard, qui avait été le principal opposant de Cleveland pour la nomination démocrate de 1884, accepta le poste de secrétaire d'État. Daniel Manning, l'un des conseillers les plus influents de Cleveland du temps où celui-ci était gouverneur de New York et également proche de Samuel J. Tilden, devint secrétaire du Trésor. Un autre New-Yorkais, l'éminent financier William C. Whitney, fut nommé secrétaire à la Marine. Pour la fonction de secrétaire à la Guerre, Cleveland désigna William C. Endicott, un célèbre juge du Massachusetts lié aux mugwumps. Deux sudistes entrèrent au cabinet : Lucius Lamar du Mississippi en tant que secrétaire à l'Intérieur et Augustus H. Garland de l'Arkansas comme procureur général. Le Postmaster General William F. Vilas du Wisconsin était le seul membre du cabinet originaire de l'Ouest. Daniel S. Lamont servit comme secrétaire particulier de Cleveland et fut à ce titre l'une des personnalités les plus importantes de l'administration. 

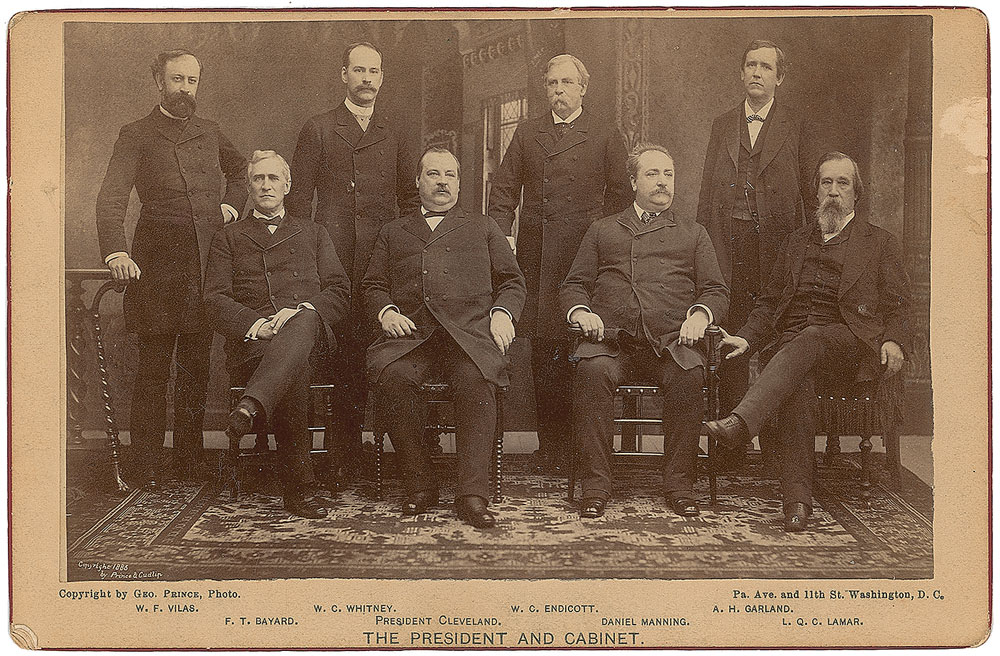
Le premier cabinet Cleveland. Au premier rang, de gauche à droite : Thomas F. Bayard, Cleveland, Daniel Manning, Lucius Lamar. Au deuxième rang, de gauche à droite : William F. Vilas, William C. Whitney, William C. Endicott et Augustus H. Garland.

## Nominations judiciaires

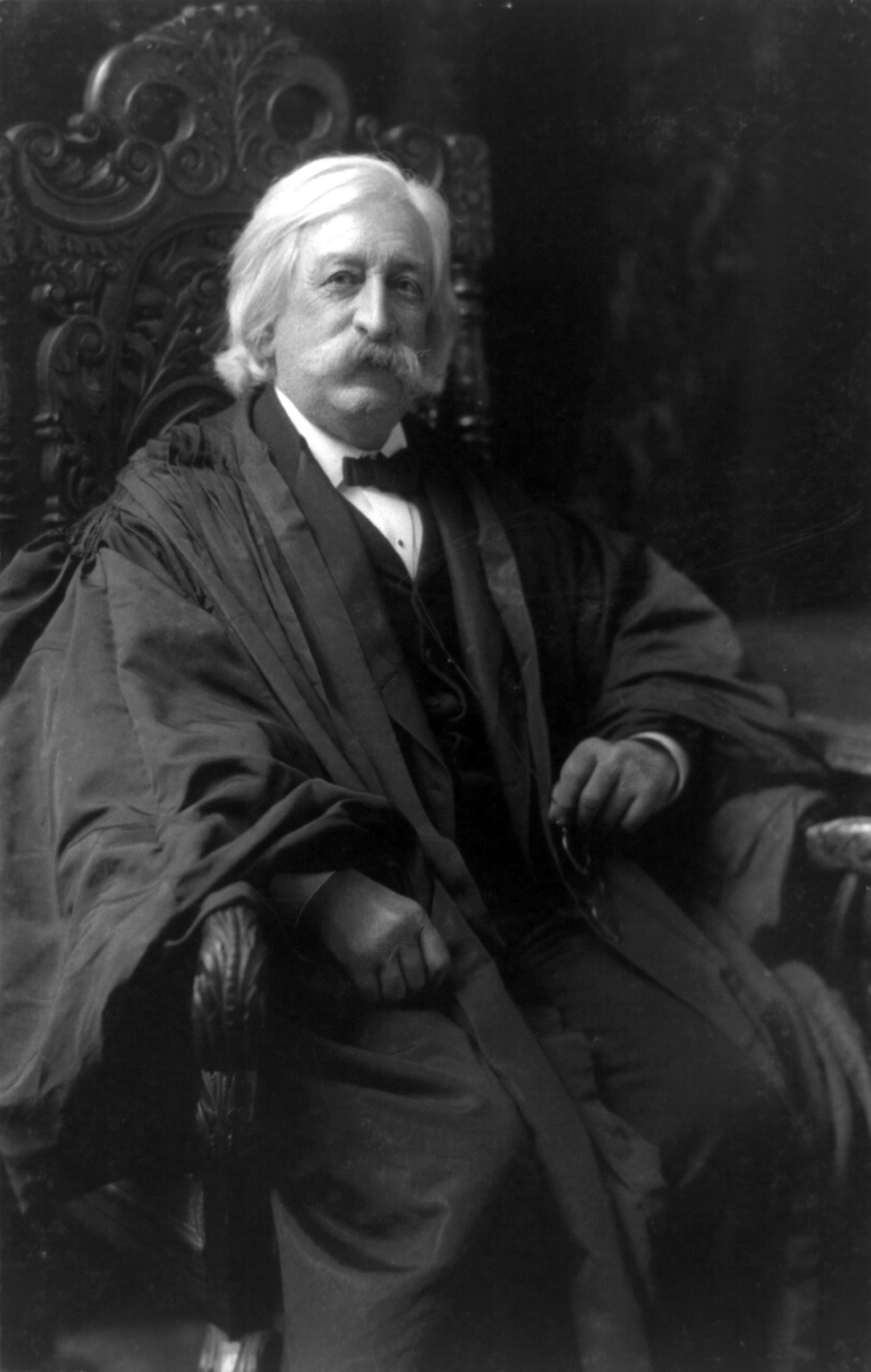
Le juge en chef Melville Fuller.

Durant son premier mandat, Cleveland nomma deux juges à la Cour suprême. À la mort du juge assesseur William B. Woods en 1887, Cleveland nomma Lucius Lamar qui était un ancien sénateur du Mississippi et avait été membre de son cabinet au poste de secrétaire à l'Intérieur. Si Lamar avait été bien apprécié en tant que sénateur, sa participation à la Confédération deux décennies auparavant poussa de nombreux républicains à voter contre lui. Sa nomination fut néanmoins confirmée grâce à une courte majorité. Le juge en chef Morrison Waite mourut quelques mois plus tard et Cleveland proposa le nom de Melville Fuller le 30 avril 1888. Cleveland avait auparavant offert à Fuller de le nommer à la Civil Service Commission, mais Fuller avait décliné l'offre et il avait poursuivi son activité de juriste à Chicago. Fuller accepta la nomination à la Cour suprême et le comité judiciaire du Sénat passa plusieurs mois à étudier le dossier de ce candidat peu connu avant de l'accepter,. Fuller servit comme juge en chef jusqu'en 1910 et présida la Cour suprême au début de l'ère Lochner.

## Politique intérieure

### Réformes
Peu après sa prise de fonctions, Cleveland dut nommer des fonctionnaires à tous les postes gouvernementaux pour lesquels le président avait le pouvoir de nomination. Ces postes furent généralement attribués suivant le système des dépouilles, mais Cleveland annonça qu'il ne limogerait aucun républicain qui faisait bien son travail et qu'il ne nommerait personne sur la seule base de son appartenance au Parti démocrate. Il profita également de l'occasion pour réduire le nombre d'employés fédéraux, car les départements étaient remplis d'opportunistes politiques. À cause de ces mesures, ses collègues démocrates se sentirent irrités d'être mis à l'écart des dépouilles et Cleveland commença à remplacer la plupart des administrateurs républicains. Beaucoup de mugwumps furent déçus par la décision de Cleveland de ne pas rendre la fonction publique non-partisane. Si certaines de ses décisions furent alors influencées par des considérations partisanes, la plupart des nominations de Cleveland se firent sur la base du mérite. Au cours de son premier mandat, Cleveland fit passer le nombre de postes fédéraux pourvus sur la base du mérite de 16 000 à 27 000. De 1885 à 1897, le pourcentage d'employés fédéraux couverts par le Pendleton Civil Service Reform Act passa de 12 % à environ 40 %.
Cleveland fut le premier président démocrate assujetti au Tenure of Office Act de 1867 qui obligeait le président des États-Unis à faire approuver par le Sénat le renvoi de toute personne nommée au sein du cabinet présidentiel. Cleveland résista aux tentatives du Sénat de faire appliquer la loi et invoqua le privilège de l'exécutif en refusant de remettre les documents relatifs aux nominations. En dépit des critiques des réformateurs comme Carl Schurz, l'attitude de Cleveland fut bien perçue par le public et contribua à accroître sa popularité. Le sénateur républicain George Frisbie Hoar élabora un projet de loi visant à abroger le Tenure of Office Act et que Cleveland ratifia en mars 1887. 
Avec son secrétaire à la Marine, William C. Whitney, Cleveland entreprit la modernisation de la marine américaine et annula les contrats de construction pour des navires moins performants. En 1889, il promulgua une loi qui faisait entrer le département de l'Agriculture au cabinet et Norman J. Coleman devint le premier secrétaire à l'Agriculture des États-Unis. Cleveland ulcéra les investisseurs ferroviaires en ordonnant une enquête sur les terres de l'Ouest qu'ils avaient reçu du gouvernement. Le secrétaire à l'Intérieur Lucius Lamar avança que les droits sur ces terres devaient être rendus au public, car les compagnies ferroviaires n'avaient pas étendu leurs lignes conformément aux accords. Les terres furent ainsi confisquées et le gouvernement récupéra environ 330 000 km2.

### Interstate Commerce Act
L'opinion publique était favorable à la réglementation des chemins de fer en raison de l'existence de pratiques anticoncurrentielles et discriminatoires, les compagnies ferroviaires appliquant par exemple des tarifs différents selon les clients. Même s'il critiquait les pratiques commerciales des magnats des chemins de fer comme Jay Gould, Cleveland était généralement réticent à impliquer le gouvernement fédéral dans des questions de réglementations. Après la décision rendue par la Cour suprême dans l'arrêt Wabash, St. Louis & Pacific Railway Co. v. Illinois en 1886, qui limitait grandement la capacité des États à réglementer le commerce entre États, Cleveland se montra plus ouvert à une législation qui renforcerait le contrôle des activités des compagnies ferroviaires. En 1887, il ratifia l’Interstate Commerce Act qui donnait naissance à la commission du commerce entre États (ICC), composée de cinq membres et chargée d'enquêter sur les pratiques existantes dans le domaine des chemins de fer. L'ICC devait par ailleurs veiller à ce que les compagnies ferroviaires instaurent des tarifs équitables même si la capacité de juger le caractère équitable ou non de ces tarifs était déléguée aux tribunaux. En plus de la création de l'ICC, la loi obligeait les compagnies à rendre publics leurs tarifs et proclamait l'interdiction des monopoles. L’Interstate Commerce Act fut la première loi fédérale à réglementer le secteur privé aux États-Unis et l'ICC fut la première agence indépendante du gouvernement fédéral. La loi n'eut toutefois qu'un impact limité sur les pratiques des compagnies ferroviaires car ces dernières avaient souvent recours à des avocats talentueux et le conservatisme du pouvoir judiciaire empêcha d'appliquer correctement la loi.

### Vetos
Cleveland affronta un Sénat dominé par les républicains et il utilisa son pouvoir de veto plus souvent que n'importe quel président avant lui. Il mit son veto à des centaines de demandes de pensions pour des vétérans de la guerre de Sécession considérant que, si ces demandes avaient été rejetées par le département des Anciens combattants, le Congrès ne devait pas aller à l'encontre de ces décisions. Lorsque le Congrès, poussé par l'association des anciens combattants, vota une loi accordant des pensions pour tous les handicaps non causés par la guerre, Cleveland mit également son veto. En 1887, il mit son veto le plus célèbre à une loi concernant l'agriculture au Texas. Après qu'une sécheresse eut anéanti les récoltes dans de nombreux comtés du Texas, le Congrès affecta 10 000 $ (environ treize millions de dollars de 2012) pour acheter des semences pour ces agriculteurs. Cleveland bloqua la dépense. Dans son commentaire au veto, il exprima sa théorie d'un gouvernement limité :

« Je ne vois aucune justification pour une telle dépense dans la Constitution et je ne crois pas que le pouvoir et le devoir d'un gouvernement soit d'étendre le soutien aux souffrances individuelles qui n'ont aucun rapport avec le service public. Il faut, je pense, résister indéfectiblement à la tendance répandue à mépriser la mission limitée de ce pouvoir. À cette fin, la leçon doit être enseignée que si le peuple soutient le gouvernement, le gouvernement ne doit pas soutenir le peuple. Nos concitoyens dans le besoin peuvent toujours compter sur l'amitié et la charité de leurs voisins. Cela a été démontré à plusieurs reprises, l'aide fédérale, dans ces cas, encourage les gens à compter sur le gouvernement au détriment du maintien de leur force de caractère. »

### Politique monétaire
L'une des questions les plus explosives des années 1880 restait de savoir si la monnaie devait être basée sur l'or et l'argent ou uniquement sur l'or. Le sujet transcendait les lignes partisanes, car les républicains de l'Ouest et les démocrates du Sud demandaient conjointement la frappe de l'argent, tandis que les congressistes du Nord-Est défendaient fermement l'étalon-or. Ne pas battre de la monnaie en argent permettait une plus grande stabilité du dollar ; cela satisfaisait les milieux d'affaires, mais les paysans de l'Ouest se plaignaient du manque de liquidité. Comme l'argent valait moins que son équivalent légal en or, les contribuables payaient les taxes en argent, tandis que les créditeurs internationaux exigeaient un paiement en or, ce qui appauvrit les réserves d'or du pays.
Cleveland et le secrétaire au Trésor Daniel Manning étaient de fervents partisans de l'étalon-or et tentèrent de réduire la quantité d'argent que le gouvernement devait frapper d'après le Bland-Allison Act de 1878. Cela ulcéra les occidentaux et les sudistes qui militaient pour une déflation de la monnaie afin d'aider les plus pauvres. En retour, l'un des partisans les plus acharnés du bimétallisme, Richard P. Bland, présenta une loi en 1886 qui obligeait le gouvernement à frapper des quantités illimitées d'argent afin de provoquer de l'inflation La loi de Bland fut rejetée de même qu'une autre loi qui aurait abrogé toute obligation de frapper en argent. Le résultat fut le maintien du statu quo et l'ajournement de la résolution de la question monétaire.

### Tarif douanier

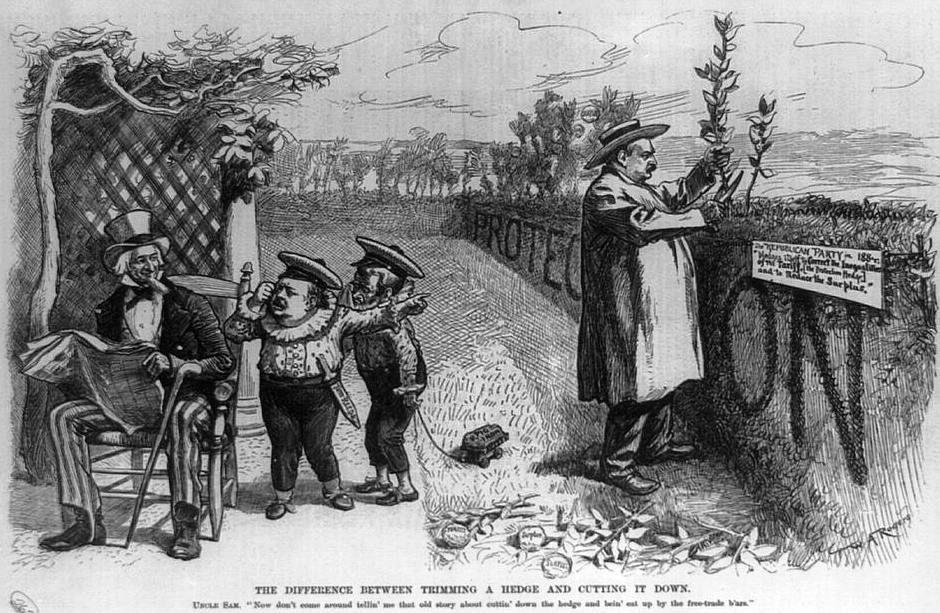
Caricature de Cleveland réduisant les droits de douane tandis que le chef des républicains, Thomas Brackett Reed, va se plaindre à l'Oncle Sam.

Une autre question délicate de la période restait celle des droits de douane protectionnistes. Les droits américains étaient élevés depuis la guerre de Sécession et, en 1880, ils rapportaient tellement d'argent que le gouvernement fédéral dégageait un excédent. Le problème n'avait pas été le sujet central de la campagne et l'opinion de Cleveland était celle de la plupart des démocrates : les droits devaient être réduits,. Cleveland était opposé à des tarifs protectionnistes car il pensait qu'ils ne bénéficiaient qu'à certaines industries et qu'ils taxaient injustement les consommateurs en provoquant une augmentation des prix. À l'inverse, les républicains favorisaient généralement des droits de douane élevés pour protéger les industries américaines. 
En 1886, une loi visant à réduire ces droits fut rejetée de justesse à la Chambre des représentants. La question de ces droits fut déterminante lors des élections législatives et les protectionnistes remportèrent de nombreux sièges. Cleveland continua néanmoins de se faire l'avocat d'une réforme des droits de douane. Comme l'excédent budgétaire augmentait, Cleveland et les réformateurs proposèrent une taxe douanière visant uniquement les produits financiers. Son discours au Congrès en 1887 pointa l'injustice de prendre au peuple plus d'argent que le gouvernement n'en avait besoin pour financer ses projets. Les républicains et les démocrates protectionnistes du Nord comme Samuel J. Randall, considéraient que sans des droits de douane élevés, les industries américaines seraient menacées par les importations de produits européens et ils continuèrent de s'opposer aux efforts des réformateurs. Roger Q. Mills (en), le président du comité des voies et moyens de la Chambre proposa une loi qui réduirait les droits de 47 % à 40 %. Après plusieurs exceptions importantes imposées par Cleveland et ses alliés, la loi fut acceptée à la Chambre. Le Sénat ne parvint cependant pas à un accord et la loi échoua au comité de conférence. La question des droits continua d'alimenter les débats jusqu'à l'élection présidentielle de 1888.

### Mesures militaires

Portrait du président Cleveland édité par le Bureau of Engraving and Printing.

La politique militaire de Cleveland était axée sur la défense et la modernisation. En 1885, Cleveland créa le Bureau des fortifications, placé sous la responsabilité du secrétaire à la Guerre William C. Endicott, afin d'élaborer un nouveau système de fortifications pour les États-Unis. Aucune amélioration n'avait été apportée aux défenses côtières américaines depuis la fin des années 1870. Le rapport du Bureau en 1886 recommandait un investissement massif de 127 millions de dollars dans 29 ports et estuaires de fleuve, avec un renforcement des dotations en fusils à canon rayé, en mortiers et en mines navales. La plupart de ces recommandations furent mises en œuvre, et en 1910, vingt-sept emplacements stratégiques étaient défendus par plus de 70 forts. Endicott soumit également à l'approbation du Congrès la mise en place d'examens pour la promotion des officiers dans l'armée. 
Le secrétaire à la Marine William C. Whitney était partisan de la modernisation de la marine, même si aucun des navires construits à cette époque aux États-Unis n'était capable de rivaliser avec les meilleurs navires de guerre européens. La construction de quatre navires de guerre à coque en acier commencée sous l'administration Arthur fut retardée en raison d'une enquête pour corruption qui se solda par la faillite des chantiers navals en question. Les navires furent toutefois achevés dans les temps, une fois l'enquête terminée. À la fin de l'année 1888, seize navires de guerre à coque en acier supplémentaires furent commandés et jouèrent plus tard un rôle central dans la guerre hispano-américaine de 1898 et même au cours de la Première Guerre mondiale. Parmi ces vaisseaux se trouvaient les cuirassés de seconde classe Maine et Texas, conçus pour faire pièce aux navires blindés modernes de construction européenne récemment acquis par les pays d'Amérique latine. S'ajoutaient à cette liste 11 croiseurs protégés (dont l’Olympia), un croiseur blindé et un monitor ainsi que le croiseur expérimental Vesuvius.

### Droits civiques et immigration
Cleveland, comme un nombre croissant de nordistes (et quasiment tous les sudistes) considérait la Reconstruction comme un échec et était réticent à utiliser les pouvoirs fédéraux pour faire appliquer le 15e amendement de la Constitution qui garantissait les droits de vote des Afro-Américains. Cleveland ne nomma initialement aucun Noir à des fonctions officielles, mais autorisa Frederick Douglass à rester à son poste de notaire fédéral à Washington. Lorsque ce dernier démissionna, Cleveland nomma un autre Noir pour le remplacer.
Même si Cleveland avait condamné les atteintes contre les immigrés chinois, il considérait qu'ils étaient peu disposés à s'assimiler dans la société blanche. Le secrétaire d'État Thomas F. Bayard négocia une extension de la loi d'exclusion des Chinois et Cleveland fit pression sur le Congrès pour qu'il adopte le Scott Act, rédigé par le représentant William L. Scott, qui empêchait les immigrants chinois de revenir aux États-Unis s'ils les quittaient. La législation fut facilement votée par les deux chambres du Congrès et Cleveland signa le texte le 1er octobre 1888.

### Politique indienne
Au moment où Cleveland arriva à la présidence, environ 250 000 Amérindiens vivaient aux États-Unis, un chiffre significativement en baisse par rapport aux décennies précédentes. Cleveland considérait les Amérindiens comme des gardiens de l'État et déclara dans son discours d'investiture que « cette garde implique, de notre part, des efforts pour améliorer leurs conditions de vie et faire appliquer leurs droits ». Il encouragea l'idée d'assimilation culturelle et fit adopter le Dawes Act qui permit de distribuer les terres amérindiennes à des membres individuels des tribus, car jusqu'alors le gouvernement fédéral les détenait au nom des tribus. Si les représentants amérindiens acceptèrent d'emblée le texte, la plupart des Amérindiens le désapprouvèrent. Cleveland croyait que le Dawes Act permettrait de sortir les Amérindiens de la pauvreté et encouragerait leur assimilation, mais son effet final fut d'affaiblir les chefs de tribus et de permettre aux membres des tribus de vendre leurs terres à des spéculateurs et de garder l'argent. De 1881 à 1900, l'étendue des terres détenues par les Amérindiens chuta de 155 millions d'acres à 77 millions d'acres. 
Un mois avant l'investiture de Cleveland en 1885, le président Arthur avait signé un ordre exécutif ouvrant à la colonisation 16 000 km2 de terres appartenant aux Winnebagos dans la réserve indienne de Crow Creek dans le territoire du Dakota. Des dizaines de milliers de colons s'étaient rassemblés à la frontière du territoire et se préparaient à en prendre le contrôle. Considérant que la décision d'Arthur était une violation des accords avec les tribus, Cleveland annula l'ordre le 17 avril, ordonna aux colons de quitter le territoire amérindien et déploya les troupes du général Philip Sheridan pour faire appliquer les traités.

## Politique étrangère
Cleveland était un non-interventionniste convaincu qui avait fait campagne contre l'expansion et l'impérialisme. Il refusa de défendre le traité de canal au Nicaragua signé par l'administration précédente et fut généralement moins expansionniste dans les relations internationales. Le secrétaire d'État Thomas F. Bayard négocia avec Joseph Chamberlain du Royaume-Uni sur la question des droits de pêche dans les eaux canadiennes et arriva à un compromis malgré l'opposition des sénateurs républicains de Nouvelle-Angleterre. Cleveland s'opposa également à l'étude par le Sénat de la conférence de Berlin qui garantissait les intérêts américains dans le bassin du Congo.
La présidence de Cleveland vit le début de la crise des Samoa entre les États-Unis, l'Allemagne et le Royaume-Uni. Chacune de ces nations avait signé avec les îles Samoa un traité qui les autorisait à faire du commerce et à entretenir une base navale, mais Cleveland redoutait une annexion des Samoa par les Allemands. Ces derniers essayèrent de renverser le monarque samoan Malietoa Laupepa au profit de Tupua Tamasese Titimaea, tandis que les États-Unis incitèrent un autre prétendant au trône, Mata'afa Iosefo, à se soulever contre Malietoa. Lors d'une échauffourée, les troupes de Mata'afa tuèrent un groupe de soldats allemands. Le chancelier d'Allemagne Otto von Bismarck menaça l'île de représailles mais il fit marche arrière devant le risque d'une confrontation avec les États-Unis et le Royaume-Uni. Lors d'une conférence qui eut lieu peu après le départ de Cleveland, les États-Unis, l'Allemagne et le Royaume-Uni s'entendirent sur la mise en place d'un protectorat tripartite.

## Élection présidentielle de 1888

Résultats de l'élection présidentielle américaine de 1888.

Cleveland fut facilement choisi à la convention démocrate à Saint-Louis dans le Missouri. Le vice-président Thomas A. Hendricks étant mort en 1885, les démocrates désignèrent Allen G. Thurman de l'Ohio pour être le colistier de Cleveland. Du côté des républicains, l'ancien sénateur Benjamin Harrison décrocha la nomination de son parti face à John Sherman et plusieurs autres candidats. Les républicains firent une campagne axée sur la question des droits de douane et remportèrent les voix des protectionnistes des importants États industriels du Nord. De plus, les démocrates de New York restaient divisés sur la candidature de David B. Hill (en) au poste de gouverneur, ce qui affaiblit le soutien à Cleveland dans cet État décisif. Harrison mena une campagne efficace en recourant notamment à des collecteurs de fonds et à des stratèges comme Matthew Quay ou John Wanamaker dont les méthodes agressives déstabilisèrent le camp démocrate. La candidature de Cleveland fut en outre handicapée par la désertion de nombreux mugwumps qui avaient été déçus par l'absence d'une réforme en profondeur de la fonction publique. 
Comme en 1884, l'élection se joua sur les swing states de New York, du New Jersey de l'Indiana et du Connecticut. Cependant à la différence de 1884, où Cleveland avait remporté les quatre États, il n'en remporta que deux, perdant son État de New York de seulement 14 373 voix. Les républicains furent également victorieux dans l'Indiana, principalement grâce à des fraudes. La victoire républicaine dans cet État, où Cleveland avait perdu de 2 348 voix, fut suffisante pour propulser Harrison à la Maison-Blanche malgré un vote populaire majoritairement en faveur de Cleveland.